# الشياطين في أجازة (فلم)
الشياطين في أجازة هو فيلم دراما مصري من إخراج حسام الدين مصطفى وبطولة حسن يوسف، محمد عوض، يوسف فخر الدين، سهير رمزي، لبلبة وغسان مطر.

## نبذه
أثناء تواجد حمادة في منطقة أبو قير، ينجح عواد في إخفاء مجموعة ماسات قيمة بعيدًا عن البوليس في كاميرا حمادة، ولا يكتشف حمادة ذلك، فهو وسط صديقيه جلال وصلاح يمضون بعض الوقت في المرح، ولكن الماسات تحول أوقاتهم إلى جحيم، لتبدأ عصابة في مطاردتهم من أجل الحصول على تلك الماسات، بزعامة عواد الذي يدفع سونيا كي تحضر الماسة من الثلاث أصدقاء.

## طاقم العمل
- حسن يوسف بدور جلال
- محمد عوض بدور حماده
- يوسف فخر الدين بدور صلاح
- سهير رمزي بدور سونيا
- لبلبة بدور زينب
- غسان مطر بدور عواد

## وصلات خارجية
- مقالات تستعمل روابط فنية بلا صلة مع ويكي بيانات